# Chiesa di San Germano (Moriolo)
La chiesa di San Germano si trova a Moriolo, nel comune di San Miniato, in provincia di Pisa e diocesi di San Miniato.

## Storia
Moriolo è borgo ricordato già in un documento del 786, e fu in seguito uno dei castelli del comune di San Miniato. La sua chiesa, dedicata a san Germano, nel 1260 risulta fra quelle dipendenti dalla pieve di San Giovanni Battista a Corazzano.
Vi si conserva un rilievo in terracotta policroma, raffigurante la Madonna col Bambino.